# Usuki, Ōita
Usuki (臼杵市 Usuki-shi) là một thành phố thuộc tỉnh Ōita, Nhật Bản. Thành phố được thành lập ngày 01 tháng 4 năm 1950.
Đến năm 2003, dân số thành phố là 35.106 người trên diện tích 151,83 km², mật độ 231,22 người/ km².